# Kalinagar
Kalinagar es un pueblo y nagar Panchayat situado en el distrito de Pilibhit en el estado de Uttar Pradesh (India). Su población es de 11282 habitantes (2011). 

## Demografía
Según el censo de 2011 la población de Kalinagar era de 11282 habitantes, de los cuales 5975 eran hombres y 5307 eran mujeres. Kalinagar tiene una tasa media de alfabetización del 53,65%, inferior a la media estatal del 67,68%: la alfabetización masculina es del 64,12%, y la alfabetización femenina del 42,06%.